# Cynopterus horsfieldii
Cynopterus horsfieldii — вид рукокрилих, родини Криланових.

## Середовище проживання
Цей вид зустрічається в Таїланді, Камбоджі, Малайзії, на о-вах Борнео, Ява, Суматра, Малі Зондські острови і прилеглих дрібних островах в Індонезії. Він міститься в багатьох місцях проживання в Індонезії, але тільки в незайманих лісах в Таїланді. У Малайзії був виявлений в сільськогосподарських районах, приміських парках, фруктових садах і вторинних лісах, а також лісах.

## Стиль життя
Вони мають гаремні соціальні структури і дуже товариські, коли спочивають в печерах, але знаходяться в невеликих групах, коли спочивають в лісах.

## Загрози та охорона
Немає серйозних загроз для цього виду по всьому ареалу. Вирубка лісів є загрозою в Таїланді, але в інших місцях цей вид пристосовується до порушених середовищ проживання. Ізольовані популяції з Таїланду необхідно вивчити таксономічно. Він зустрічається в ряді охоронних районів в усьому діапазоні поширення.